# Johann Jakob Adam
Johann Jakob Adam (* um 1720 in Memmingen; † 1791 in Augsburg) war Silberarbeiter, Kunsthandwerker, Silberschmied und Goldschmied.
Über das Leben von Johann Jakob Adam ist wenig bekannt. Er wurde um 1720 im oberschwäbischen Memmingen geboren. 1749 heiratete er Susanna Baur. Von 1762 bis 1764 war er Beschaumeister in Memmingen. 1766, 1769 und 1781 ist er im Goldschmiedeverzeichnis der oberschwäbischen Stadt Augsburg verzeichnet. Von seinen Werken befinden sich viele in deutschen Museen.

## Werke
- Schatzkammer der Münchner Residenz: Ein aus Silber gefertigtes und vergoldetes Schokoladenservice, getrieben gegossen, Frankenthaler Porzellan, Kristallglas
- Bayerisches Nationalmuseum: Ein Ständer für Tafelgewürze, aus Silber gefertigt, getrieben und gegossen
- Dreifaltigkeitskirche in Haunsheim: Ein 1771 aus Silber gefertigter, vergoldeter Kelch und eine 1772 aus Silber gefertigte, vergoldete Hostienbüchse
- Mainfrankenmuseum in Würzburg: Eine um 1750 aus Silber gefertigte Chocolatière
- Museum für Kunst- und Kulturgeschichte Dortmund: Ein um 1755–57 aus Silber gefertigtes, vergoldetes Schokoladenservice (getrieben, gegossen, Glasbecher, Porzellantasse)
- Fünf weitere Werke wurden bisher nachgewiesen, welche zum Teil sich im Kunsthandel und im Privatbesitz befinden.